# Tyresö FF
Tyresö Fotbollsförening fue un club de fútbol sueco con sede en Tyresö. Fue fundado en 1971 y compitió en la máxima división sueca Damallsvenskan durante las temporadas de 1993-1996, 1999 y 2010-2014. Contó con jugadoras como Kristine Lilly, Jennifer Hermoso, Vero Boquete, Marta o Caroline Seger.
En los años 1990 el Tyresö jugó en la Damallsvenskan entre 1993-1996 y en 1999. Después llegó a descender hasta la 4ª división en 2005, pero en 2009 regresó a la Damallsvenskan. Desde 2011 ha ganado una liga y dos copas.
En 2013-14 debutó en la Liga de Campeones, y llegó a la final, que perdió contra el VfL Wolfsburgo. Pero pocos días después se declaró insolvente, y fue descendido a la 4ª división. En 2017, el club comenzó a jugar de nuevo en la tercera división.

## Títulos
- Liga de Campeones:
  - Subcampeón: 2014
- Damallsvenskan: 2012
- Copa de Suecia Femenina: 2011, 2012

## Historial en la Liga de Campeones
| Temporada | Ronda                  | Club                | Fuera         | Casa          | Resultado     |
| --------- | ---------------------- | ------------------- | ------------- | ------------- | ------------- |
| 2013–14   | Dieciseisavos de final | Paris Saint-Germain | 0–0           | 2–1 1         | 2–1           |
| 2013–14   | Octavos de final       | Fortuna Hjørring    | 2–1 1         | 4–0           | 6–1           |
| 2013–14   | Cuartos de final       | SV Neulengbach      | 0–0           | 8–1 1         | 8–1           |
| 2013–14   | Semifinal              | Birmingham City     | 0–01          | 3–0           | 3–0           |
| 2013–14   | Final                  | VfL Wolfsburgo      | 3–4 ( Lisboa) | 3–4 ( Lisboa) | 3–4 ( Lisboa) |

1 Primera vuelta.

## Plantilla 2013-14
- Porteras: Maja Astrom,  Ashlyn Harris, Jessica Höglander, Carola Soberg
- Defensas:  Elaine Moura, Johanna Frisk,  Ali Krieger, Karin Lissel, Linnea Myrsten,  Line Røddik Hansen, Linda Sembrant,  Lina Sundelin, Annica Svensson, Sara Thunebro
- Centrocampistas: Emilia Appelqvist,  Vero Boquete, Lisa Dahlkvist,  Caroline Hansen,  Meghan Klingenberg, Cassandra Lund, Temis Martinez, Rebecca Nyberg, Caroline Seger, Fanny Törnqvist,
- Delanteras: Malin Diaz, Jennifer Egelryd, Julia Egelryd,  Marta Vieira,  Christen Press,  Kirsten van de Ven

Entrenador: Tony Gustavsson